# Rubinstein (ghetto de Varsovie)
Pour les articles homonymes, voir Rubinstein.
Rubinstein (ou Rubenstein, prénom inconnu) était l’un des détenus du ghetto de Varsovie, connu de ses occupants pour ses bouffonneries de rue.
Emanuel Ringelblum le mentionne pour la première fois dans ses notes en février 1941, décrivant un fou qui écume les rues du ghetto en criant que tous ses habitants sont égaux (yiddish : אלע גלייך alle gleich). Ce fou — qui se révèle aussi acrobate, chanteur de rue, comique ou satiriste — traverse ensuite les pages de son carnet, sous le nom de Rubinstein. Il est aussi connu de nombreux témoins qui ignorent toutefois son prénom, certains penchant pour Moïshele, d’autres pour Itzik, la plupart n’en ayant cure — il ne s’est en outre jamais déclaré aux autorités du ghetto, pas même pour obtenir des bons de rationnement, vivant de la générosité de son « public » et à l’occasion de soldats ou d’officiels allemands. On le dit issu du ghetto de Łódź, il est en tout cas vu partout, ignorant les restrictions de mouvement et les couvre-feux. Beaucoup le disent fou — Samuel Puterman, membre de la police juive du ghetto, attribue cette folie aux coups qu’il aurait reçus des Allemands — tandis que d’autres affirment qu’il simule, usant de ses tours et farces pour survivre au milieu de ses codétenus affamés et des foules de voleurs et mendiants. On en fait une sorte de philosophe voire, disent les enfants, un sorcier ou l’incarnation du prophète Élie. Ses aphorismes intègrent en tout cas le parler du ghetto.
Il est photographié en 1941, faisant face à l’objectif dans une pose théâtrale et hilare (le cliché est conservé au Beit Lohamei Haghetaot), et apparaît pendant environ dix secondes dans un film de propagande nazi. Il disparaît après 1942 et connaît le sort de la plupart des détenus du ghetto. Il réapparaît cependant après la guerre dans les témoignages des morts ou des survivants, dans leurs journaux privés ainsi que dans leurs romans. Figure marginale dans le récit d’Edward Reicher (1900-1975), il acquiert plus de présence dans les livres pour enfants d’Uri Orlev et apparaît également dans Le Pianiste (film sur l'histoire de Władysław Szpilman, mis en scène par Roman Polanski), par le biais duquel il se retrouve sur les grands écrans, incarné qu’il est dans l’adaptation cinématographique par Popeck. Il devient aussi l’un des personnages du Cabaret de la Mort, un film d’Andrzej Celinski.

## Sources
- Amos Goldberg, « A Fool or a Prophet? Rubinstein, the Warsaw Ghetto Street Jester », sur USHMM (consulté le 23 septembre 2019) ; le texte de la conférence est téléchargeable ici
- Ofer Aderet, « Cabaret of Death: Jewish Performers in the Shadow of the Holocaust », sur Haaretz, 10 mars 2015 (consulté le 23 septembre 2019)
- « Rubenstein, a Popular Figure in the Warsaw Ghetto » (consulté le 23 septembre 2019)
- « Rubinstein in the Warsaw Ghetto » (consulté le 25 septembre 2019)